# موريس هيل
موريس هيل (14 سبتمبر 1935 في المملكة المتحدة - )  (بالإنجليزية: Maurice Hill)‏ هو لاعب كريكت بريطاني. لعب مع نادي مقاطعة ديربيشاير للكريكت ‏ ونادي مقاطعة نوتنغهامشير للكريكت ‏ ونادي مقاطعة سومرست للكريكت ‏ ونادي مارليبون للكريكت ‏.